# Мозамбик на летних Олимпийских играх 1992
Мозамбик принимал участие в Летних Олимпийских играх 1992 года в Барселоне (Испания) в четвёртый раз за свою историю, но не завоевал ни одной медали. Сборную страны представляли три женщины и трое мужчин, они соревновались в лёгкой атлетике и плавании.
В 1992 году на Олимпиаде в Барселоне Мозамбик уже ждал от Марии Мутолы её первой медали в олимпийской истории, но она осталась только пятой в забеге на 800 метров. Кроме того, единственный раз в карьере на Олимпиаде Мутола бежала и 1500 метров, но заняла лишь 9-е место. На дистанции 400 метров выступала и двоюродная сестра Марии — Тина Паулино, но не сумела пробиться в финальный забег.
Самой юной мозамбикской спортсменкой на этих играх была 15-летняя Мариза Грегорио. Самым старшим участником сборной был 37-летний Хайме Родригес, он же нёс флаг Мозамбика на церемонии открытия игр.

## Состав и результаты

### Лёгкая атлетика
Мужчины
Беговые дисциплины
| Спортсмен      | Соревнование | Предварительный раунд | Предварительный раунд | Четвертьфинал | Четвертьфинал | Полуфинал | Полуфинал | Финал     | Финал     |
| Спортсмен      | Соревнование | Результат             | Место                 | Результат     | Место         | Результат | Место     | Результат | Место     |
| -------------- | ------------ | --------------------- | --------------------- | ------------- | ------------- | --------- | --------- | --------- | --------- |
| Хайме Родригес | 400 м        | 48.89                 | 7                     | Не прошёл     | Не прошёл     | Не прошёл | Не прошёл | Не прошёл | Не прошёл |

Женщины
Беговые дисциплины
| Спортсмен    | Соревнование | Предварительный раунд | Предварительный раунд | Четвертьфинал | Четвертьфинал | Полуфинал | Полуфинал | Финал     | Финал     |
| Спортсмен    | Соревнование | Результат             | Место                 | Результат     | Место         | Результат | Место     | Результат | Место     |
| ------------ | ------------ | --------------------- | --------------------- | ------------- | ------------- | --------- | --------- | --------- | --------- |
| Мария Мутола | 800 м        | 2:00.83               | 2 Q                   |               |               | 1:58.16   | 2 Q       | 1:57.49   | 5         |
| Мария Мутола | 1500 м       | 4:07.59               | 3 Q                   |               |               | 4:04.20   | 3 Q       | 4:02.60   | 9         |
| Тина Паулино | 400 м        | 52.93                 | 5 q                   | 52.34         | 7             | Не прошла | Не прошла | Не прошла | Не прошла |

### Плавание
Мужчины
| Спортсмен        | Соревнование       | Предварительный заплыв | Предварительный заплыв | Полуфинал | Полуфинал | Финал     | Финал     |
| Спортсмен        | Соревнование       | Результат              | Место                  | Результат | Место     | Результат | Место     |
| ---------------- | ------------------ | ---------------------- | ---------------------- | --------- | --------- | --------- | --------- |
| Серджио Фафитине | 100 м брасс        | 1:13.76                | 55                     | Не прошёл | Не прошёл | Не прошёл | Не прошёл |
| Жозе Моссиане    | 50 м вольный стиль | DQ                     | DQ                     | Не прошёл | Не прошёл | Не прошёл | Не прошёл |

Женщины
| Спортсмен       | Соревнование     | Предварительный заплыв | Предварительный заплыв | Полуфинал | Полуфинал | Финал     | Финал     |
| Спортсмен       | Соревнование     | Результат              | Место                  | Результат | Место     | Результат | Место     |
| --------------- | ---------------- | ---------------------- | ---------------------- | --------- | --------- | --------- | --------- |
| Мариза Грегорио | 100 м баттерфляй | 1:10.27                | 49                     | Не прошла | Не прошла | Не прошла | Не прошла |